# Brian Conklin
Brian Conklin, né le 5 septembre 1989 à Eugene dans l'Oregon, est un joueur américain de basket-ball professionnel évoluant aux postes d'ailier fort et pivot.

## Biographie
Formé à l'université de Saint-Louis dans le Missouri, Brian Conklin n'est pas drafté en NBA à sa sortie de l'université en 2012. Il lance sa carrière professionnelle en mars 2013 en Nouvelle-Zélande aux Southland Sharks avec lesquels il remporte le championnat. Conklin joue ensuite en Australie et à Porto Rico notamment. En 2016, il signe pour la première fois en Europe, en France à Nanterre. Il remporte la Coupe de France et la FIBA Europe Cup avec le club francilien avant de rejoindre le CSP Limoges.

## Clubs successifs
- 2013 :  Southland Sharks (NBL)
- 2013-2014 : Townsville Crocodiles (NBL)
- 2014 :  Southland Sharks (NBL)
- 2014-2015 :  Townsville Crocodiles (NBL)
- 2015 :  Cangrejeros de Santurce (BSN)
- 2015-2016 :  Townsville Crocodiles (NBL)
- 2016 :  Piratas de Quebradillas (BSN)
- 2016 :  Leones de Santo Domingo (D1)
- 2016-2017 :  Nanterre 92 (Pro A)
- 2017-2018 :  Limoges CSP (Pro A)
- 2018-2019 :  Illawarra Hawks (NBL)
- 2019 : 
  -  Piratas de Quebradillas (BSN)
  -  Indios de Mayagüez (BSN)
- 2019-2020 :  Limoges CSP (Jeep Élite)
- 2020-2021 :  Nanterre 92 (Jeep Élite)
- 2021 :  Indios de Mayagüez (BSN)
- 2021 :  Yalovaspor Basketbol (Süper Ligi)

## Palmarès
- Champion de Nouvelle-Zélande 2013
- Champion de République dominicaine 2016
- Vainqueur de la Coupe de France 2017 avec Nanterre 92
- Vainqueur de la Coupe d'Europe FIBA 2016-2017 avec Nanterre 92

## Distinctions personnelles
- MVP (en) de la saison NBL 2014-2015 avec Townsville Crocodiles